# 1432년

## 연호
- 명(明) 선덕(宣德) 7년
- 일본(日本) 에이쿄(永享) 4년
- 후 레 왕조(後黎朝) 투언티엔(順天) 5년

## 기년
- 명(明) 선종 선덕제(宣宗 宣德帝) 7년
- 조선(朝鮮) 세종(世宗) 14년
- 후 레 왕조(後黎朝) 태조(太祖) 5년

## 사건
- 1월 28일 - 조선 세종 12 윤회, 맹사성 등「팔도 지리지」편찬

## 탄생
- 3월 30일 - 오스만 제국의 술탄 메메드 2세